# Jean Hougron
Jean Hougron (geb. 1. Juli 1923 in Colombelles; gest. 22. Mai 2001 in Paris) war ein französischer Schriftsteller, der mehrere Jahre in Indochina lebte und reiste.

## Leben und Werk
Hougron wurde durch eine Reihe von Romanen bekannt, die Mitte des 20. Jahrhunderts in Französisch-Indochina spielen, wo er mehrere Jahre lang lebte und reiste. Sein Erzählstil ist zwingend und eindringlich und stellt Orte und Charaktere kraftvoll dar. Er wird manchmal als „französischer Joseph Conrad“ bezeichnet. Verschiedene seiner Romane erschienen in Reihen, wie z. B. La Nuit Indochinoise. Der 1950 erstmals unter dem Titel Tu recolteras la tempete (dt. unter dem Titel ... wird Sturm ernten) veröffentlichte Bestseller-Roman beispielsweise ist eine Geschichte über Opium, Gewalt und Prostitution in Französisch-Indochina.
Ein Von Jean Hougron zu Scholl-Latour überschriebener Essay von Günter Giesenfeld widmet sich den ethnozentrischen und sexistischen kulturellen Stereotypen aus den französischen Groschenromanen oder populären Reiseberichten.
1953 – während des Indochinakriegs, im Jahr vor der Indochinakonferenz – wurde Hougrons Roman Mort en fraude (dt. unter dem Titel Es begann in Saigon) mit dem Grand Prix du Roman der Académie française ausgezeichnet; und sein Roman Histoire de Georges Guersant erhielt 1965 den Prix du roman populiste.
Mehrere seiner Bücher wurden ins Deutsche und in andere Sprachen übersetzt und veröffentlicht.
Verschiedene seiner Romane wurden auch verfilmt.

## Romane
Im Folgenden eine Auswahl seiner Romane:
- Tu récolteras la tempête (dt. ... wird Sturm ernten)
- Rage Blanche
- Soleil au ventre (dt. Das Mädchen von Saigon)
- Mort en Fraude
- Les portes de l'aventure
- Les Asiates
- Je reviendrai à Kandara
- La terre du barbare
- Par qui le scandale
- Le signe du chien (dt. Das Zeichen des Hundes)
- Les humiliés
- La gueule pleine de dents
- L'homme de proie
- Histoire de Georges Guersant
- L'anti-jeu
- Beauté chinoise
- La chambre
- Coup de soleil
- Le Naguen (Science Fiction)